# Banshee (reproductor d'àudio)
El Banshee és un reproductor multimèdia per a GNU/Linux, que utilitza el projecte mono i les llibreries GTK. A més, utilitza la plataforma multimèdia GStreamer per reproduir, codificar i descodificar formats com Ogg, MP3 i altres. Banshee pot reproduir i importar CDs d'àudio i reproduir i sincronitzar música amb iPod. Banshee es troba sota la llicència MIT.
Helix Banshee és una versió modificada de Banshee, inclosa a algunes distribucions de GNU/Linux com OpenSUSE. Aquesta versió de Banshee usa el framework Helix en comptes de l'engine Gstreamer per reproduir.